# یواس‌اس اراپاهو (ای‌تی-۱۴)
یواس‌اس اراپاهو (ای‌تی-۱۴) (به انگلیسی: USS Arapaho (AT-14)) یک کشتی بود که طول آن ۱۲۲ فوت ۶ اینچ (۳۷٫۳۴ متر) بود. این کشتی در سال ۱۹۱۴ ساخته شد.